# Henryk Palka
Henryk Palka (ur. 3 grudnia 1908 we Lwowie, zm. 23 października 1981)  – pułkownik, uczestnik II wojny światowej, oficer aparatu bezpieczeństwa PRL.

## Życiorys
Urodził się 3 grudnia 1908 we Lwowie, w rodzinie Mariana i Heleny. Członek WKP(b), Komunistycznej Partii Zachodniej Ukrainy, PPR i PZPR. Od 1941 żołnierz Armii Czerwonej, od sierpnia 1943 w 1 Dywizji Piechoty im. Tadeusza Kościuszki; oficer polityczno-wychowawczy. Uczestnik bitwy pod Lenino. Od kwietnia do lipca 1944 uczestnik kursu NKWD w Kujbyszewie (tzw. kujbyszewiak). Od 10 marca 1945 szef Wojewódzkiego Urzędu Bezpieczeństwa Publicznego w Lublinie. Od 9 czerwca 1945 p.o. zastępcy szefa WUBP w Olsztynie. W okresie od 1 sierpnia 1944 do 31 grudnia 1947 brał udział w walce z „bandami i reakcyjnym podziemiem”. Od 1 sierpnia 1949 zastępca szefa WUBP w Poznaniu. 1 sierpnia 1955 został oddelegowany na specjalny kurs do szkoły KGB w Moskwie. Dyrektor Biura „W” Komitetu ds. Bezpieczeństwa Publicznego od września 1956, komendant ośrodka szkoleniowego MBP. Od czerwca 1971 do 31 maja 1972 jako starszy inspektor w stopniu pułkownika służył w grupie do zadań specjalnych MSW.
Pochowany na cmentarzu Wojskowym na Powązkach w Warszawie (kwatera A16-8-18).

## Ordery i odznaczenia
- Krzyż Kawalerski Orderu Odrodzenia Polski (10 października 1945)[4]
- Złoty Krzyż Zasługi (17 września 1946)[5]